# Madras Red
Pour les articles homonymes, voir Madras.
Le Madras Red (trad. litt. : « Rouge de Madras ») est une race de mouton élevée en Inde et connue pour la qualité de sa viande et de son cuir. Elle appartient au groupe des races à poil d'Inde du Sud et est parfois appelée « Madras du Sud » (South Madras).

## Origine
La race est originaire de la région de Tamil Nadu et doit son nom à la ville de Madras.

## Description
Le Madras Red est un mouton à queue courte d'un brun-rouge. Il a les oreilles longues et tombantes 
La plupart des adultes, mâles et femelles, possèdent des caroncules sur le haut du cou. Les béliers ont des cornes de 15 cm en moyenne, les plus longues pouvant atteindre 25 cm. Les femelles en sont dépourvues, bien qu'un très petit nombre (4 %) peuvent porter de petites cornes de moins de 10 cm,. Les adultes ne dépassent pas les 25 kg.

## Élevage et production

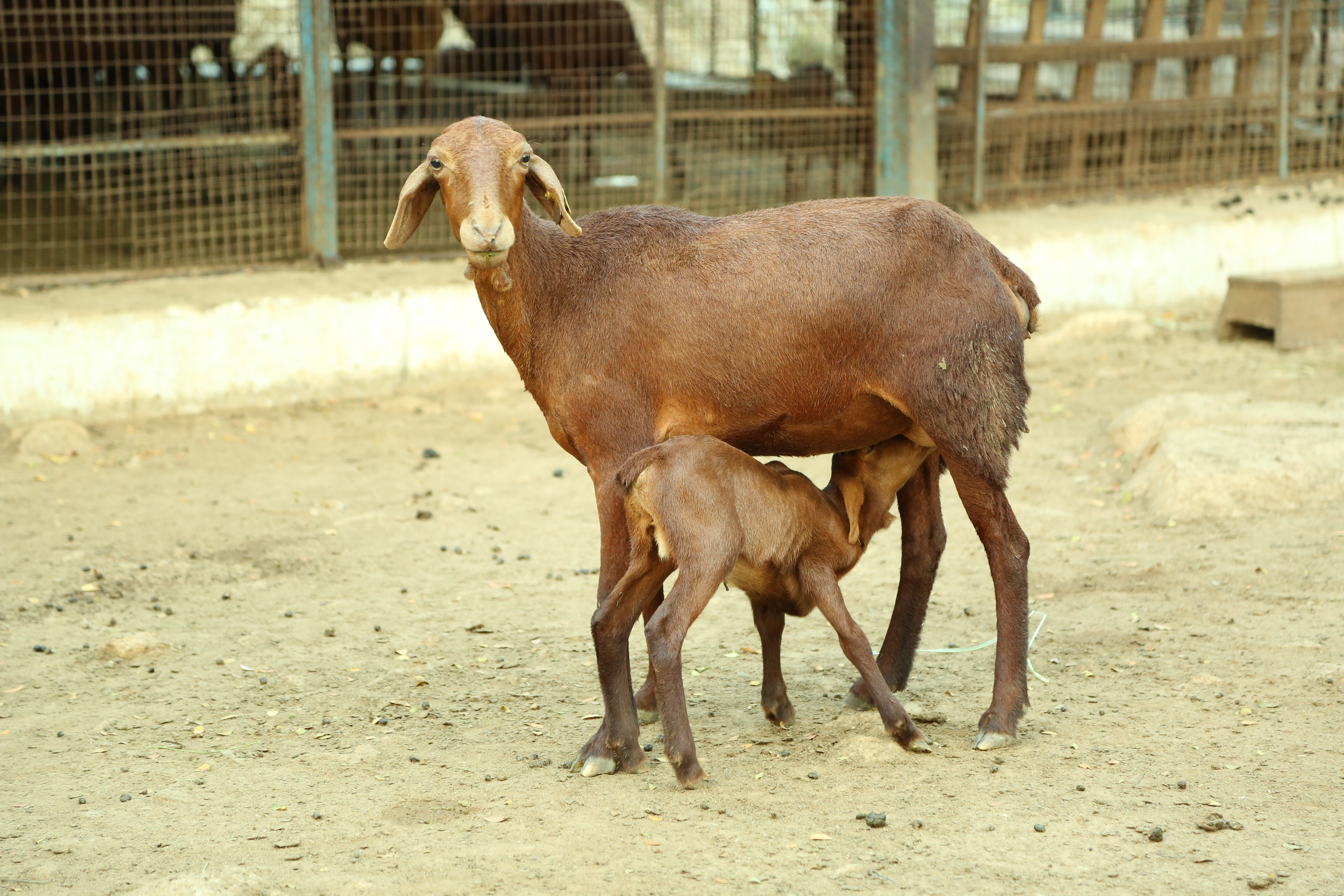
Brebis et son agneau.

Le Madras Red est adapté au climat semi-aride. Il est très résistant et supporte bien la sécheresse. Même avec une faible disponibilité en fourrage, il a une bonne capacité de reproduction et est résistant aux maladies. Lors d'une épidémie de variole ovine qui toucha trois fermes élevant des Madras et des Mecheri, une autre race locale, le taux de mortalité fut de 24 % sur les Madras mais atteignit 50 % sur les Mecheri.
La principale saison de reproduction a lieu de juillet à septembre. La brebis donne naissance à un seul agneau.
Lors d'un recensement en 2007, la race comptait 1 149 817 têtes dans l’État de Tamil Nadu. Plus de la moitié de sa population se concentre sur trois districts de la région : Tirunelveli (278 330), Viluppuram (217 464) et Kanchipuram (160 451). Elle représente 25,7 % de l'ensemble de la population ovine de cet État,.